# Gelis obscurus
Gelis obscurus là một loài tò vò trong họ Ichneumonidae.